# Malek Awab
Malek Awab (Singapur; 11 de enero de 1961) es un exfutbolista de Singapur que jugaba en la posición de centrocampista.

## Carrera

### Club
| Periodo   | Club                     |
| --------- | ------------------------ |
| 1980–1986 | Singapore Lions          |
| 1987–1991 | Kuala Lumpur FA          |
| 1991–1994 | Singapore Lions          |
| 1995-1996 | Geylang International FC |

### Selección nacional
Debutó con Singapur el 13 de octubre de 1980 en la King's Cup en Tailandia. Jugaría 121 partidos con la selección nacional anotando un gol y su retiro sería en la copa Tigre 1996.

## Tras el retiro
Malek es gerente de ventas para la Pacific Sports Private Limited desde los años 1980 y es entrenador de las divisiones menores del Kaki Bukit Sports Club.

## Logros
- Malaysia Premier League (2): 1985, 1994
- Superliga de Malasia (1): 1988
- Malaysia Cup (5): 1980, 1987, 1988, 1989, 1994
- Malasia Charity Shield (1): 1988